# Тайюань (космодром)
Тайюа́нь (кит. трад. 太原衛星發射中心, упр. 太原卫星发射中心, пиньинь Tàiyuán Wèixīng Fāshè Zhōngxīn, палл. Тайюань Вэйсин Фашэ Чжунсинь) — китайский космодром. Расположен в провинции Шаньси к северо-западу от города Тайюань, в уезде Кэлань городского округа Синьчжоу, на высоте 1500 метров над уровнем моря. 
Космодром используется для испытаний и запуска научных спутников, прикладных спутников и ракет-носителей. Включает зону технологических испытаний, зону запуска, центр управления, пусковые площадки и научно-измерительный пункт, метеосеть, коммуникационную сеть, электростанцию, специальную железную и автодорогу и др.
С космодрома в основном запускаются искусственные спутники Земли (ИСЗ) на солнечно-синхронные орбиты, ресурсные спутники, а также экспериментальные ракеты-носители. Кроме того, запускаются ИСЗ со средними наклонениями орбиты на низкие и средние орбиты.
С космодрома Тайюань запускались спутники первой серии китайских метеорологических спутников «Фэнъюнь-1» (кит. упр. "风云"1号), и первый из них — «Фэнъюнь-1A» (кит. упр. "风云"1A号) — был запущен с этого космодрома и выведен на солнечно-синхронную орбиту 7 сентября 1988 года. Другие запуски с космодрома Тайюань включают, в частности, серию ресурсных спутников «Цзыюань» (например, «Цзыюань-3»), серию совместных китайско-бразильских ресурсных спутников и мини-спутник «Чуансинь-1» Китайской академии наук, спутники «Иридиум».
Площадь территории космодрома составляет 375 кв.км. 